# 海南号两栖攻击舰
海南号两栖攻击舰，正式名称为中国人民解放军海军海南舰（舷号：31）是中国人民解放军海军入役的首艘075型两栖攻击舰，亦为中华人民共和国的首艘两栖攻击舰。该舰于2021年服役，用以更新中国人民解放军海军以大型运输舰为主的两栖作战能力体系，该舰约在2018年开工，2019年9月25日下水，2020年8月进行首次海试，2021年4月23日入列中国人民解放军海军。满载排水量3.6万吨，采用全柴联合动力方式，最大航速超过20节。

## 历程

### 建造
海南舰在2017年內進入建造階段。2019年8月下旬，网络上陸續出現海南舰在中華造船廠船塢裡的畫面，同時期衛星圖更顯示滬東中華造船廠正同時建造另外兩艘075兩棲攻擊艦。海南舰在2019年9月25日舉行下水儀式，9月26日正式出塢。
2020年4月11日上午，在上海滬東中華造船廠棲裝中的海南舰發生火災，舰尾部着火，煙柱也隨風飄得很遠，火势被熄滅後舰尾部被燻黑。事故原因可能是電焊時意外點燃了裝修材料的泡沫塑料製外包裝箱，当天下午舰尾部的燻黑已被清理干净。
2020年8月5日，海南舰首次出海试航。2020年10月1日，海南舰再次出海试航。2020年11月，有网民在海南附近发现海南舰。
2021年4月23日，海南舰入列，命名为“中国人民解放军海军海南舰”，舷号31。媒体报道，海南舰首任舰长闾勇军上校，他出生于1979年4月23日，与中国海军同一天过生日，曾服役过071型船坞登陆舰“井冈山”舰（舷号999，2011年入列）担任过实习舰长，后经过部队选拔又在后入列的071型船坞登陆舰“五指山”舰（舷号987，2019年入列）上担任舰长。

### 服役后
2022年秋，海南舰和广西舰曾与其它数艘舰艇组成了两栖登陆输送群，奔赴南海的某个海域开展多课目考核演练。
2023年初，由两栖攻击舰海南舰、导弹驱逐舰呼和浩特舰、导弹护卫舰柳州舰和综合补给舰查干湖舰所组成的中国海军远海联合训练编队自该年的1月下旬从广东湛江启航，先后在南海、西太平洋等海域进行远海联合训练。此次训练历时共30天，航程9000余海里，这是海南舰首次在公开报道中进行的远海训练。
2024年11月21日，海南艦與長沙艦出訪香港，為期五日，當中此艦停泊於堅尼地城招商局碼頭。期間，此艦舉辦開放活動，但僅限獲邀的一萬多名市民入場參觀。

## 作战能力
海南舰拥有一个巨大的全通飞行甲板，飞行甲板布置了7个起飞点，一次至少可以同时出动6架舰载直升机。根据新闻报道，其搭载的舰载直升机可能为直-8型中型舰载直升机，该机为排级运输直升机，一架可以搭载一个步兵排。另外其还能搭载直8L宽体型舰载直升机，直8L搭载能力更强，可以搭载山猫高机动全地形战术车辆，该战术车辆可配备战术导弹、火炮，从而增强机降部队火力打击能力。
外界认为，直-8C系列直升机应该只是一个过渡，海南舰未来将配备的舰载直升机为直20舰载多用途直升机，即直-20战术通用直升机舰载型，一次可以搭载一个标准步兵班及加强武器装备。直20舰载直升机飞行性能好，机动能力强，配备有完善威胁告区和干扰系统，战场生存能力强。尤其需要指出的是直20舰载多用直升机可以安装两侧短翼，翼下有挂架，可以挂载机载反坦克导弹、航空火箭和航炮等武器，为机降部队提供伴随火力支援。

## 人员编制

### 历任领导
| 舰长 1. 闾勇军 海军上校（2021年4月—2022年5月） 2. 张美玉 海军上校（2022年7月—） | 政治委员 1. 周延东 海军上校（2021年4月—） |

## 圖集

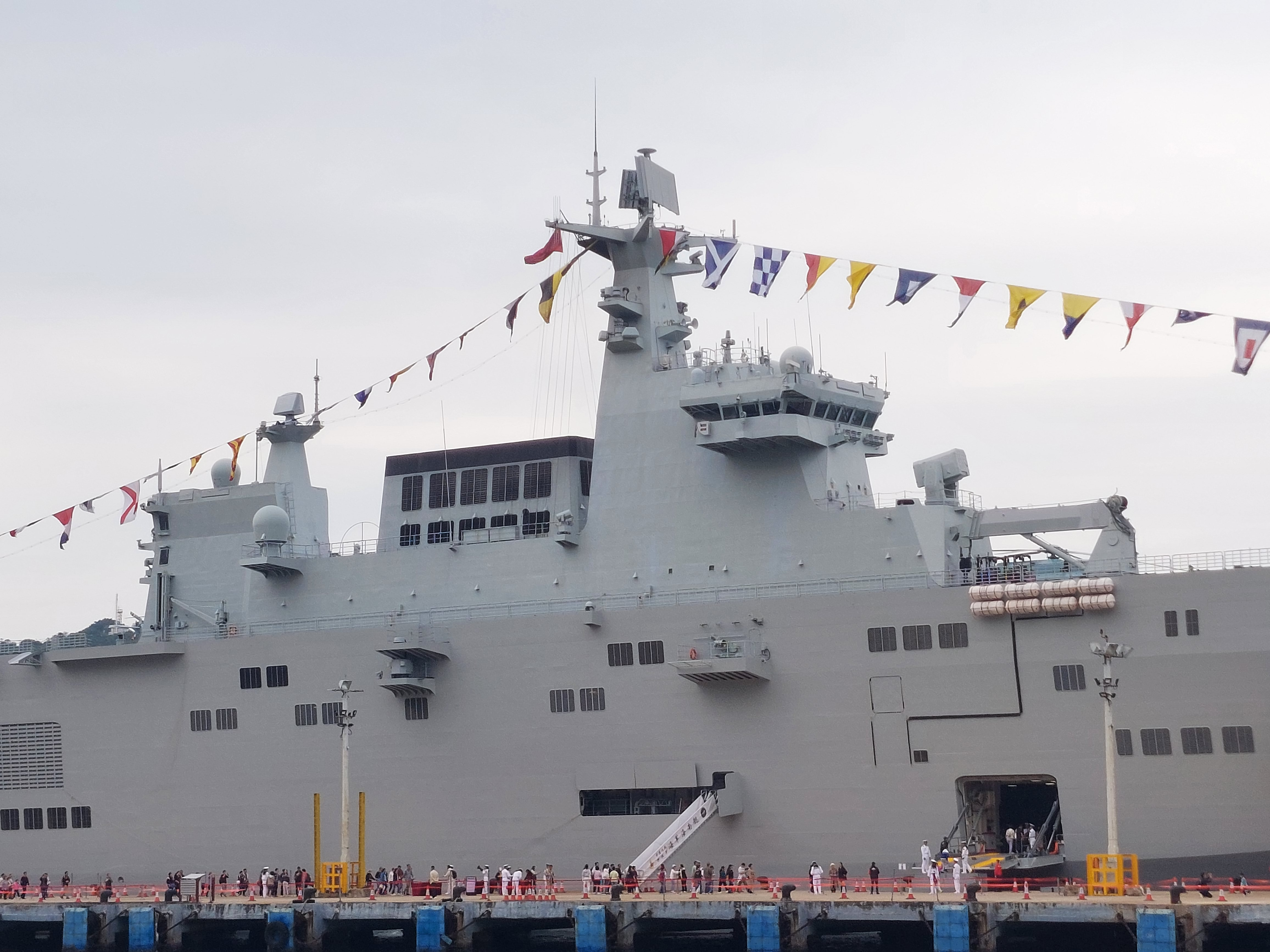
於香港停泊期間的「海南艦」艦橋
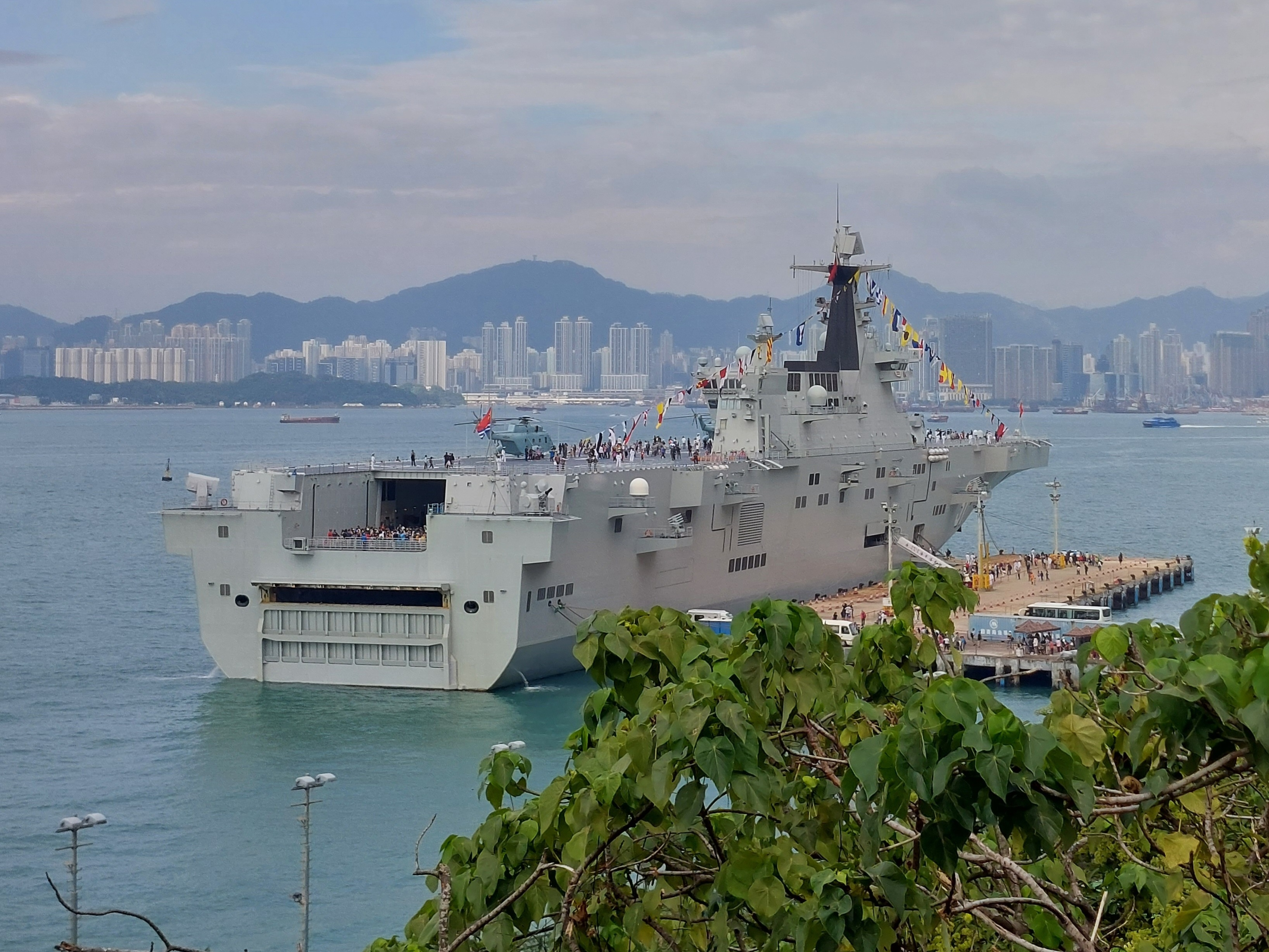
於香港停泊期間的「海南艦」艦艉